# Ufeus barometricus
Ufeus barometricus är en fjärilsart som beskrevs av Antonie Petrus Gerhardy Goossens 1881. Ufeus barometricus ingår i släktet Ufeus och familjen nattflyn. Inga underarter finns listade i Catalogue of Life.